# Ophiophragmus
Genre
Ophiophragmus  est un genre d'ophiures (animaux marins ressemblant à des étoiles de mer souples) de la famille des Amphiuridae.

## Liste des espèces
Selon World Register of Marine Species (6 mars 2015) :
- Ophiophragmus acutispina (Koehler, 1914)
- Ophiophragmus chilensis (Müller & Troschel, 1843)
- Ophiophragmus cubanus (A. H. Clark, 1917)
- Ophiophragmus disacanthus Ziesenhenne, 1940
- Ophiophragmus filograneus (Lyman, 1875)
- Ophiophragmus lonchophorus Ziesenhenne, 1940
- Ophiophragmus luetkeni (Ljungman, 1872)
- Ophiophragmus marginatus (Lütken, 1856)
- Ophiophragmus mirus A.H. Clark, unpublished
- Ophiophragmus moorei Thomas, 1965
- Ophiophragmus ophiactoides Ziesenhenne, 1940
- Ophiophragmus papillatus Ziesenhenne, 1940
- Ophiophragmus paucispinus Nielsen, 1932
- Ophiophragmus pulcher H.L. Clark, 1918
- Ophiophragmus riisei (Lütken in Lyman, 1860)
- Ophiophragmus septus (Lütken, 1859)
- Ophiophragmus stellatus Ziesenhenne, 1940
- Ophiophragmus tabogensis Nielsen, 1932
- Ophiophragmus wurdemani (Lyman, 1860)

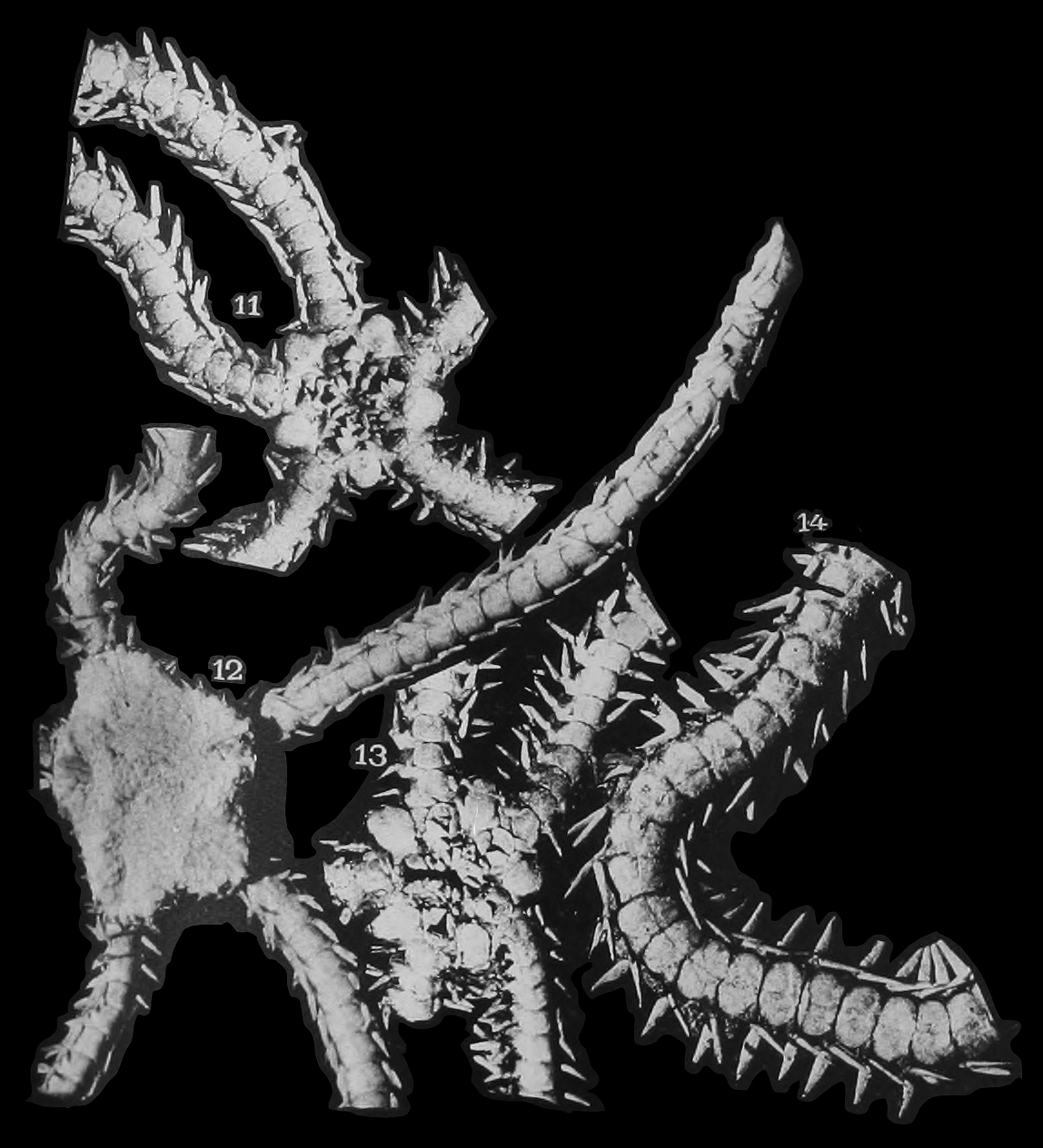
Ophiophragmus acutispina
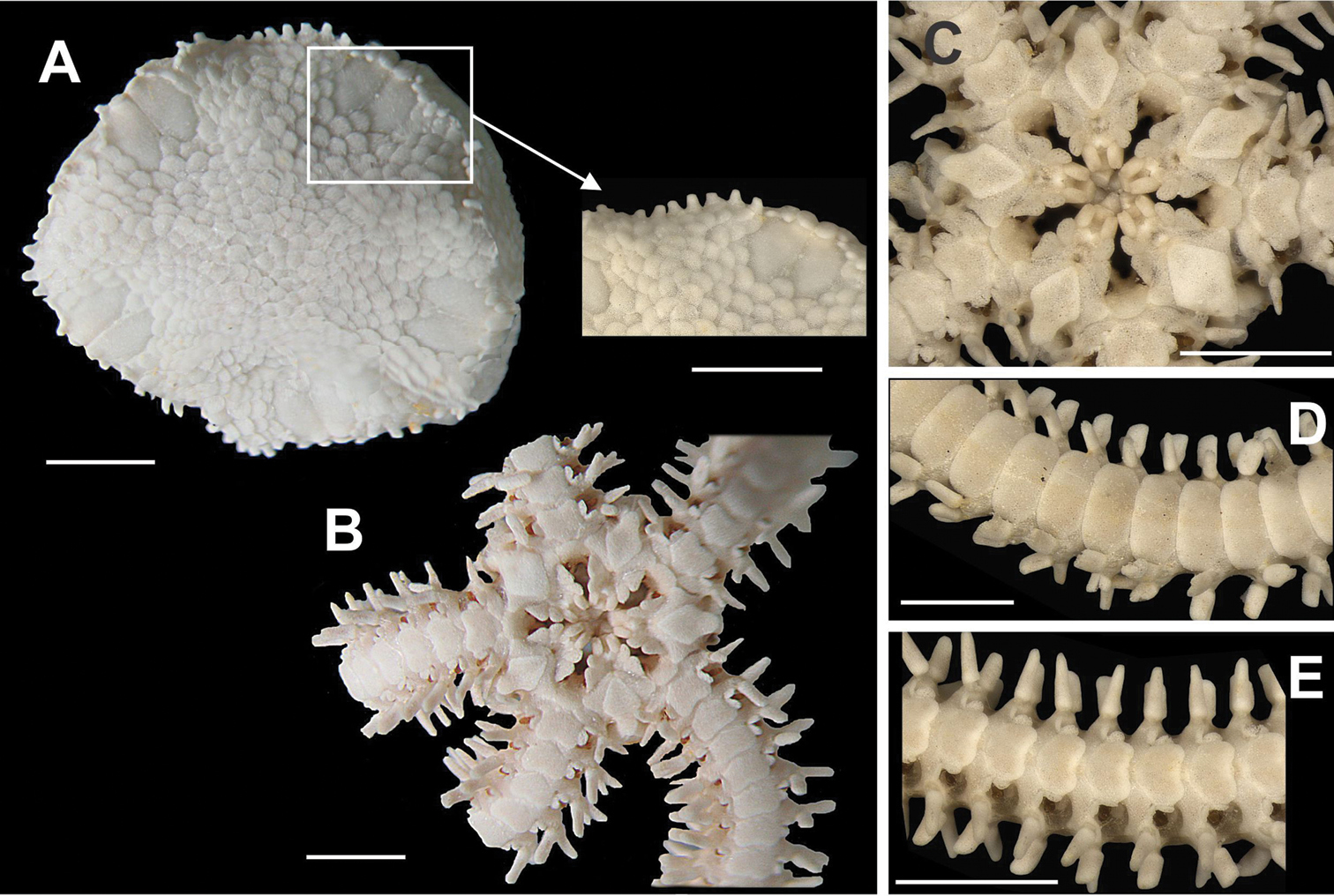
Ophiophragmus brachyactis
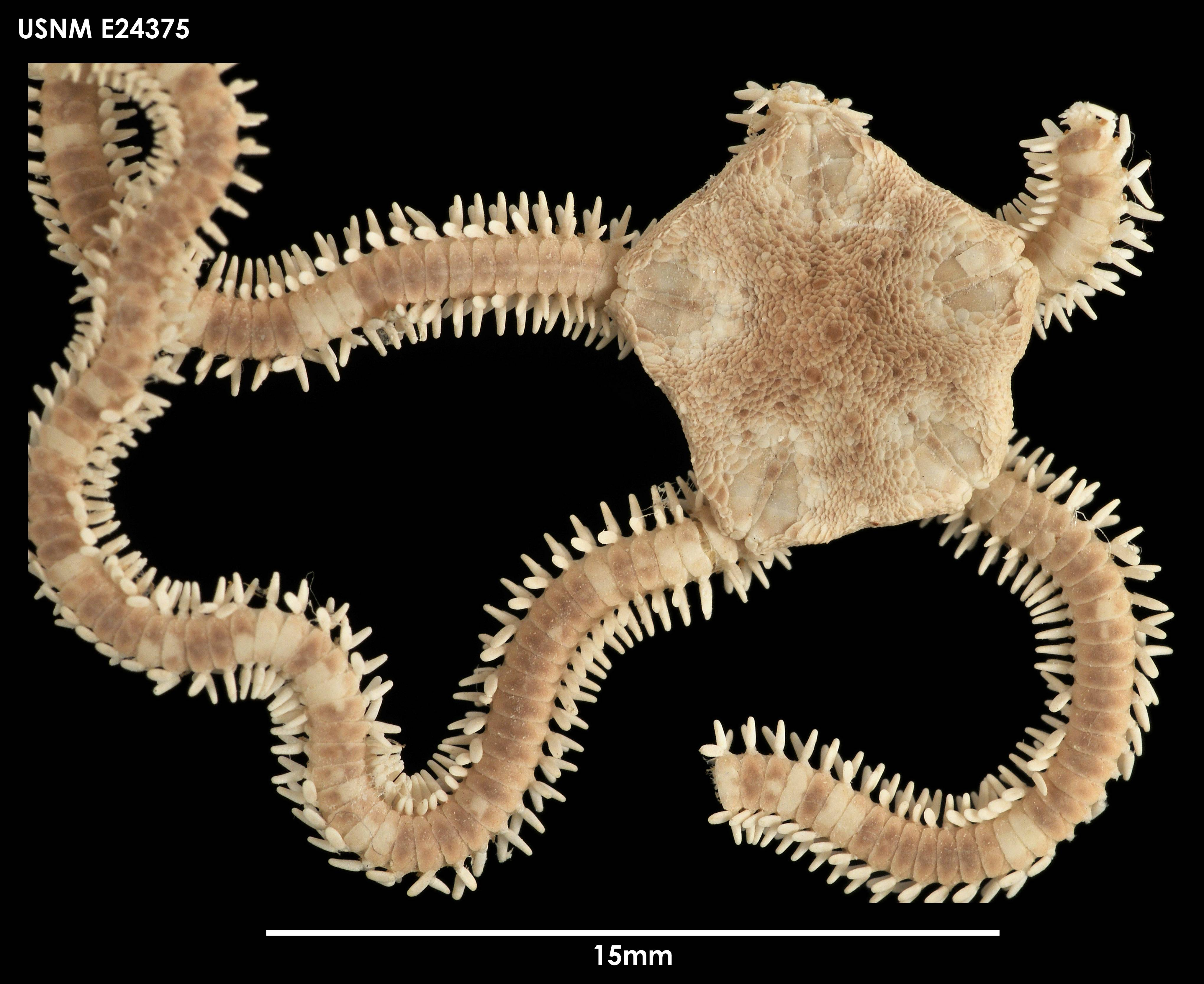
Ophiophragmus chilensis
Ophiophragmus marginatus
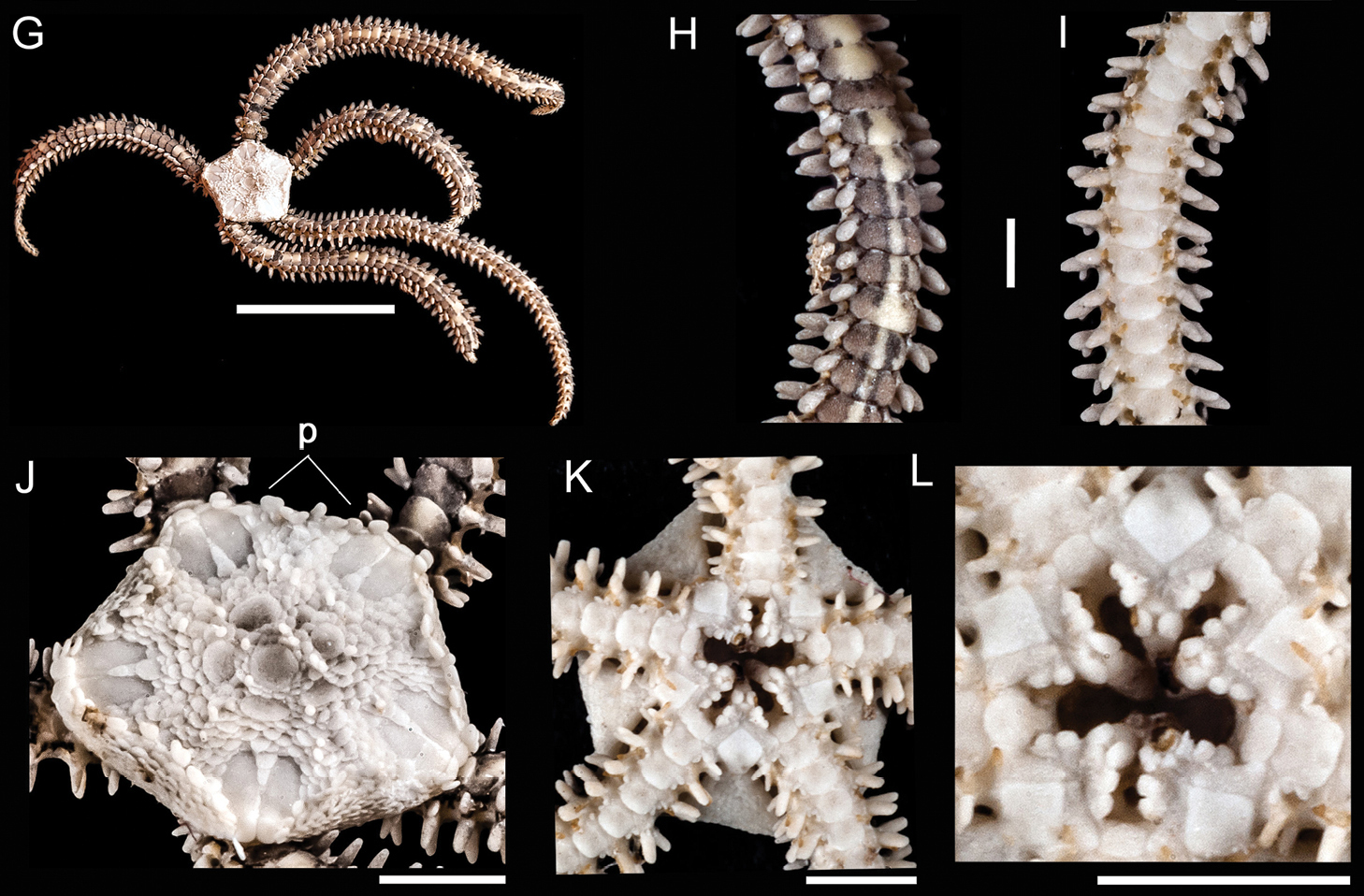
Ophiophragmus papillatus
Ophiophragmus paucispinus
Ophiophragmus tabogensis